# Omelete
A omelete ou omeleta (do francês omelette que por seu turno vem do francês medieval amelette, por deturpação do baixo-latim lamella) é um prato feito de ovos batidos com manteiga ou óleo, geralmente com outros ingredientes como queijo, presunto, ervas aromáticas (como o endro, o estragão, cerefólio ou a salsa) ou uma combinações destes. Para obter uma textura fofa, os ovos são frequentemente batidos com uma pequena quantidade de leite, natas ou mesmo água, o que leva à formação de bolhas de vapor durante a fritura do ovo. Tradicionalmente, as omeletes são dobradas antes de a parte de cima estar completamente frita. 
No Brasil, o substantivo «omelete» tanto pode ser masculino como feminino, ao passo que em Portugal e nos demais países de língua oficial portuguesa é sempre feminino.

## História
Acredita-se que a omelete surgiu na antiga Pérsia. Ovos batidos eram misturados com ervas picadas, fritos até ficarem firmes, e depois cortados em pedaços, para formar um prato conhecido como 'kookoo'. Acredita-se que tal receita alcançou a Europa através do Médio Oriente e da África do Norte, onde sofreu adaptações e originou a frittata italiana, a tortilla espanhola e a omelette francesa.
Na França, sua criação é atribuída a Annette Poulard, em 1888, no Monte Saint-Michel, na Normandia. Ela elaborou uma refeição nutritiva e fácil de preparar para os famintos peregrinos que chegavam ao Santuário de São Miguel. Hoje, na entrada do local, existe o restaurante Mére Poulard.

## Recorde
A maior omelete do mundo foi cozinhada durante 6 horas por uma equipa de 150 pessoas, liderada por Pedro Mendes, em Ferreira do Zêzere (considerada a Capital do Ovo), Portugal no dia 11 de Agosto de 2012. Foram necessários mais de 160 mil ovos e pesava 6.466 quilos.